# Rhantus gutticollis
Rhantus gutticollis är en skalbaggsart som först beskrevs av Thomas Say 1830.  Rhantus gutticollis ingår i släktet Rhantus och familjen dykare. Inga underarter finns listade i Catalogue of Life.